# Rheumaptera exacta
Rheumaptera exacta är en fjärilsart som beskrevs av Butler 1882. Rheumaptera exacta ingår i släktet Rheumaptera och familjen mätare. Inga underarter finns listade.